# بالتاسار ريجو سيفري
بالتاسار ريجو سيفري (25 نوفمبر 1966 بكاستيلو برانكو في البرتغال - ) هو مدرب كرة قدم ولاعب كرة قدم برتغالي في مركز الوسط. لعب مع سبورتينغ براغا.

## روابط خارجية
- بالتاسار ريجو سيفري على موقع قاعدة بيانات كرة القدم.إي يو (الإنجليزية)